# Coeloides brevicaudis
Coeloides brevicaudis är en stekelart som beskrevs av Györfi 1941. Coeloides brevicaudis ingår i släktet Coeloides och familjen bracksteklar. Inga underarter finns listade i Catalogue of Life.